# Mount Pocono
Mount Pocono ist ein Borough im Monroe County des US-Bundesstaats Pennsylvania in den Vereinigten Staaten von Amerika. Das U.S. Census Bureau hat bei der Volkszählung 2020 eine Einwohnerzahl von 3.089 ermittelt. Der touristisch geprägte Ort liegt im Nordosten des Bundesstaats in den Pocono Mountains.

## Geographie

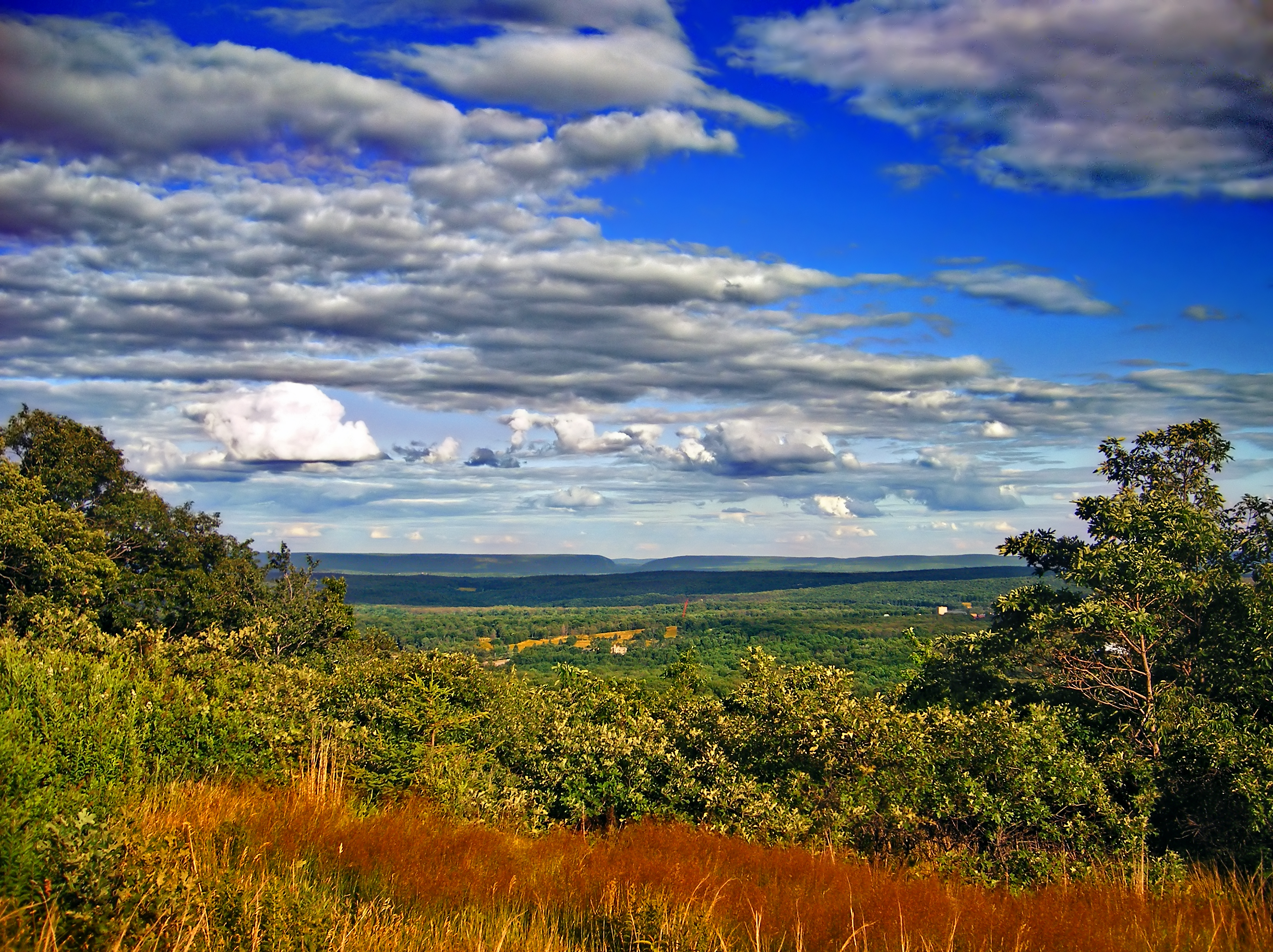
Blick von Mount Pocono Overlook

### Geographische Lage
Mount Pocono liegt zentral in den namensstiftenden Pocono Mountains, die ein Teil des Allegheny-Plateaus sind, das wiederum zum Appalachen-Plateau zählt. Das Gemeindegebiet von Mount Pocono wird von abgeflachten Hügeln geprägt, die – soweit sie nicht bebaut sind – überwiegend von Laubwäldern bedeckt sind.

### Nachbargemeinden
Um das mitten im Monroe County gelegene Mount Pocono liegen Coolbaugh Township im Westen und Norden, Paradise Township im Osten, Pocono Township im Süden sowie Tobyhanna Township im Südwesten. Der teils im Coolbaugh Township, teils im Tobyhanna Township gelegene Ort Pocono Summit grenzt direkt an das Siedlungsgebiet von Mount Pocono.

## Geschichte
Ab 1826 wurde die Mautstraße Philadelphia and Great Bend Turnpike zwischen Philadelphia, Scranton und Great Bend im Susquehanna County im Nordosten von Pennsylvania gebaut. Eine weitere Straße, die Belmont and Easton Turnpike, wurde etwa zur selben Zeit zwischen dem Northampton County und dem Wayne County im Nordosten Pennsylvanias errichtet. Beide Verbindungen verliefen prinzipiell in Nord-Süd-Ausrichtung, kreuzten sich aber auf dem Gebiet des heutigen Borough Mount Pocono, damals Teil des Coolbaugh Townships. Am Kreuzungspunkt entstand eine kleine, zunächst als Forks bezeichnete Siedlung. Bis Mitte des 19. Jahrhunderts wurden die beiden Nord-Süd-Verbindungen südlich von Forks einige Meilen zusammengelegt, während zusätzlich eine Straße in Ost-West-Richtung angelegt wurde. Der Ort an der Kreuzung wurde daraufhin als Five Points bezeichnet und bestand 1860 aus drei Häusern sowie einem 1848 als New Mount Pocono eingerichtetem Postamt mit angeschlossenem Laden.
1851 eröffnete die Delaware and Cobb's Gap Railroad eine Bahnstrecke von Scranton ostwärts zum Delaware River, die durch das Gebiet des heutigen Orts Mount Pocono führte und die beiden dort kombinierten Turnpikes einige hundert Meter südlich der Five Points-Kreuzung querte. 1853 wurde die Bahngesellschaft zur Delaware, Lackawanna and Western Railroad (DL&W) fusioniert, die die Bahnstrecke zu ihrer Hauptverbindung zwischen Buffalo, Scranton und Hoboken westlich von New York City ausbaute. In den 1870er-Jahren begann die DL&W, einem allgemeinen Trend folgend, die Pocono Mountains als Ausflugs- und Urlaubsziel zu vermarkten und beteiligte sich dabei unter anderem an der Errichtung eines Resort-Hotels für 300 Gäste in Five Points, dem Mount Pocono House. Dessen Name wurde schrittweise auch als Bezeichnung für den Ort adaptiert, der 1875 eine Bahnstation, zwei Hotels, einige Häuser und das an die Bahnstrecke umgezogene Postamt umfasste.

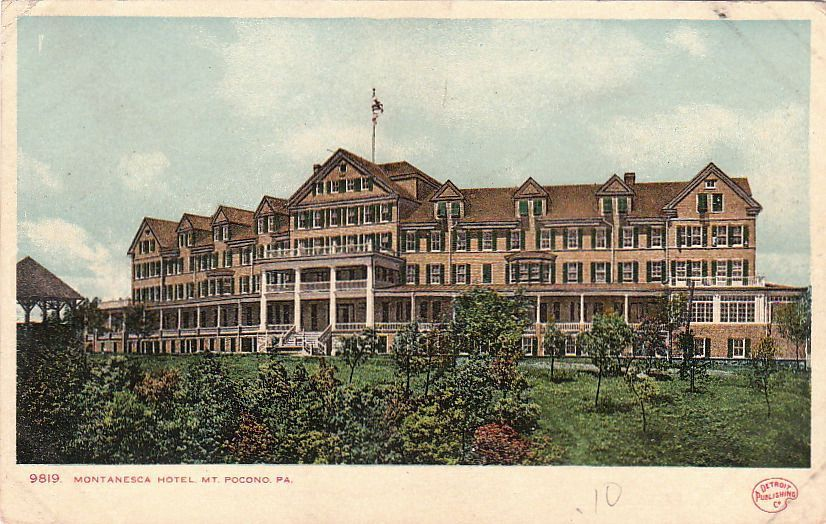
Montanesca Hotel, Mount Pocono, 1905

Zu Beginn des 20. Jahrhunderts wurden in Mount Pocono zehn Hotels und eine Reihe von Unterkünften mit Fremdenzimmern betrieben, zudem zahlreiche weitere Dienstleistungsbetriebe für Feriengäste. Der Tourismus war damit der wichtigste Wirtschaftszweig im Ort. 1927 wurde die bisher administrativ dem Coolbaugh Township zugeordnete Siedlung als selbstverwaltete Kleinstadt (Borough) organisiert.
Ab 1956 wurde die Bahnstation Mount Pocono im Personenverkehr nur noch in den Sommermonaten bedient. 1965 gab die aus der Fusion von DL&W und Erie Railroad hervorgegangene Erie Lackawanna Railroad (EL) den Personenverkehr auf der Strecke ganz auf. Die Verbindung wurde in den Folgejahren von der EL, ab 1976 von Conrail und ab 1991 von der Lackawanna Railway weiterhin im Güterverkehr genutzt. Seit 1993 wird die Strecke von der Delaware-Lackawanna Railroad befahren; die Infrastruktur ist Eigentum der Pennsylvania Northeast Regional Railroad Authority (PNRRA) der Counties Lackawanna und Monroe.
Die Bedeutung des Übernachtungstourismus nahm spätestens Mitte des 20. Jahrhunderts ab. Stattdessen wurde Mount Pocono ab den 1960er-Jahren Wohnort für Pendler in das Wyoming Valley, aber auch den Norden von New Jersey, sowie kommerzielles Unterzentrum für umliegende Orte. Die meisten der zu Beginn des 20. Jahrhunderts vorhandenen Resort-Hotels wurden geschlossen; mehrere der Anlagen brannten in den 1960er- und 1970er-Jahren ab. Die Mount Airy Lodge südöstlich des Orts schloss erst 2001 und ist nun Standort des 2007 eröffneten Mount Airy Casino Resort, liegt jedoch nur postalisch in Mount Pocono, geographisch hingegen im  Paradise Township. Einzelne Hotels sowie weitere auf Tagestouristen ausgelegte Betriebe sind weiterhin in Mount Pocono und Umgebung tätig.

## Infrastruktur

### Verkehr

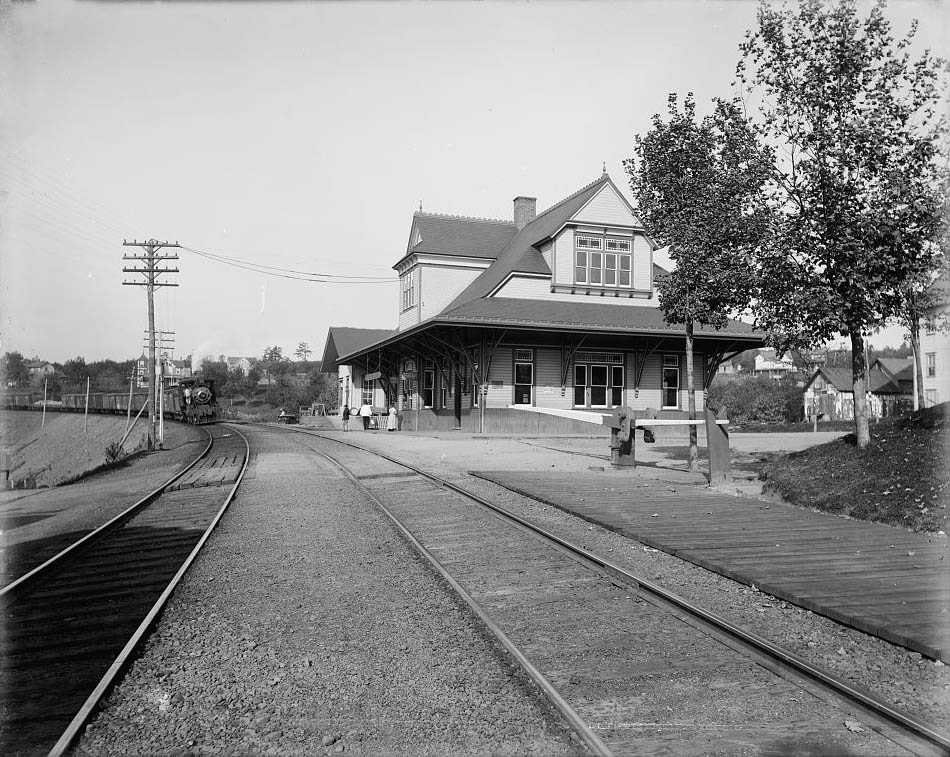
Bahnhof der DL&W in Mount Pocono, Ende des 19. Jahrhunderts

Die frühere Philadelphia and Great Bend Turnpike besteht im Ortsgebiet heute als Pennsylvania Route 611 fort, die Belmont and Easton Turnpike als Pennsylvania Route 196. Der überregionale Straßenverkehr nutzt allerdings vor allem die Interstate 380, die westlich an Mount Pocono vorbeiführt und über die in Ost-West-Richtung durch den Ort führende Pennsylvania Route 940 erreicht wird.
Etwa zwei Kilometer nordwestlich der Ortsgrenze von Mount Pocono liegt der General Aviation-Flughafen Pocono Mountains Municipal Airport.
Im Süden des Ortsgebiets verläuft die Bahnstrecke von Scranton nach Slateford nahe der Bundesstaatsgrenze zu New Jersey. Sie wird im Güterverkehr durch die Delaware-Lackawanna Railroad befahren. In Mount Pocono befinden sich jedoch keine Anlagen zur Güterverladung.

### Bildung
Mount Pocono liegt im östlichen Schulsprengel des Pocono Mountain School District. Die zugehörigen Schulen befinden sich in Swiftwater südöstlich von Mount Pocono.